# Estación de Ciempozuelos
Ciempozuelos es una estación de ferrocarril perteneciente a la línea C-3 de Cercanías Madrid, situada en la localidad homónima junto a la avenida de San Juan de Dios, al este del casco urbano cerca de la carretera M-404.

## Situación ferroviaria
Se encuentra en el punto kilométrico 33,5 de la línea férrea Madrid-Valencia a 535,4 metros de altitud, entre las estaciones de Valdemoro y Seseña.

## Historia

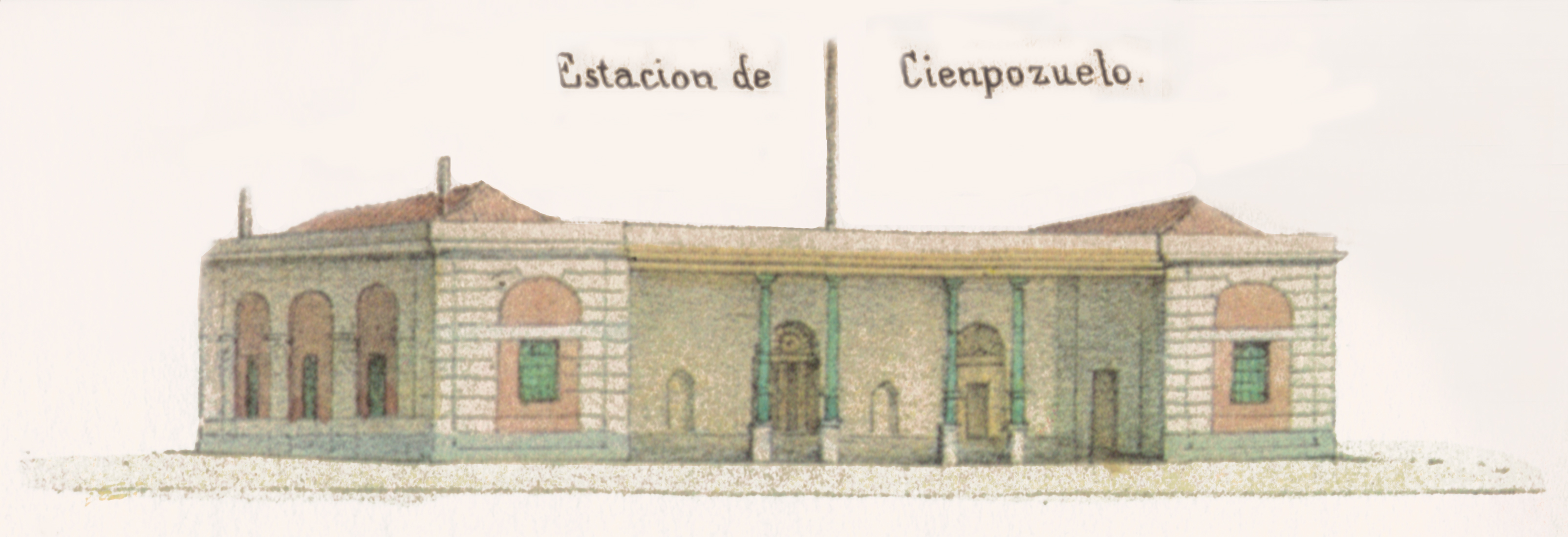
Vista de la antigua estación de Ciempozuelos

La primitiva estación de ferrocarril de Ciempozuelos se inauguró el 9 de febrero de 1851 con la puesta en marcha de la línea de ferrocarril Madrid-Aranjuez, segunda línea férrea peninsular tras la apertura de la línea Barcelona-Mataró y embrión de las futuras radiales hacia Extremadura, Andalucía y Alicante. Las obras corrieron a cargo de la Compañía Anónima del Camino de Hierro de Madrid a Aranjuez que presidía el Marqués de Salamanca que poco después se integró en MZA.
En 1941 la nacionalización del ferrocarril en España supuso la integración de MZA en la recién creada RENFE. Desde el 31 de diciembre de 2004 Renfe Operadora explota la línea mientras que Adif es la titular de las instalaciones ferroviarias.

## Servicios ferroviarios

### Cercanías
| procedencia/destino | < estación | Línea | estación > | destino/procedencia |
| ------------------- | ---------- | ----- | ---------- | ------------------- |
| Chamartín           | Valdemoro  |       | Aranjuez   | Aranjuez            |

La estación forma parte de la línea C-3 de la red de Cercanías Madrid. En días laborables la frecuencia media es un tren cada veinte minutos.

### Mercancías
La aguja de entrada de la campa de coches de Bergé-GEFCO existente en Ciempozuelos forma parte del enclavamiento de la estación.

## Conexiones

### Autobuses
| Diurnos |                       |                                                |          |
| Línea   | Destino               | Parada                                         | Operador |
| 1       | Circular Ciempozuelos | 15830 Av. San Juan de Dios - Est. Ciempozuelos | AISA     |

| Diurnos |                                                                           |                                                |          |
| Línea   | Destino                                                                   | Parada                                         | Operador |
| 415     | Madrid (Villaverde Bajo-Cruce) Villaconejos                               | 15830 Av. San Juan de Dios - Est. Ciempozuelos | La Veloz |
| 416     | Valdemoro (Hospital) - San Martín de la Vega Titulcia - Colmenar de Oreja | 15830 Av. San Juan de Dios - Est. Ciempozuelos | La Veloz |